# This Calling
A This Calling egy dal, amit az amerikai, All That Remains nevű együttes írt. A dal először a The Fall of Ideals címet viselő, 2006-os albumon volt hallható. A dalt a Rock Band nevű játékban el lehet játszani, valamint a Fűrész III-ban és a Masters of Horror-ban is szerepet kapott.

## Felépítése, szerkezete
A szám három perc, harmincnyolc másodperc hosszúságú. Egy sikítással kezdődik. Egy nagyon pörgős, zúzós dal, végig torzított gitárral, és pörgős dobbal. Felépítése: versszak-refrén-versszak-refrén-szóló-versszak variáns-szóló-refrén-versszak variáns.

## Megjelenése a médiában
A dal a Fűrész III. betétdala. A Rock Band nevű zenés játékban el lehet játszani a dalt, és a Masters of Horror nevű amerikai sorozatban is szerepet kapott. Az utóbbi még egy soundtrack CD-n újra ki is adta.

## Zenészek
- Philip Labonte – vokál
- Mike Martin – gitár
- Oli Herbert – gitár
- Jeanne Sagan – basszusgitár
- Shannon Lucas – dobok